# Porc celta

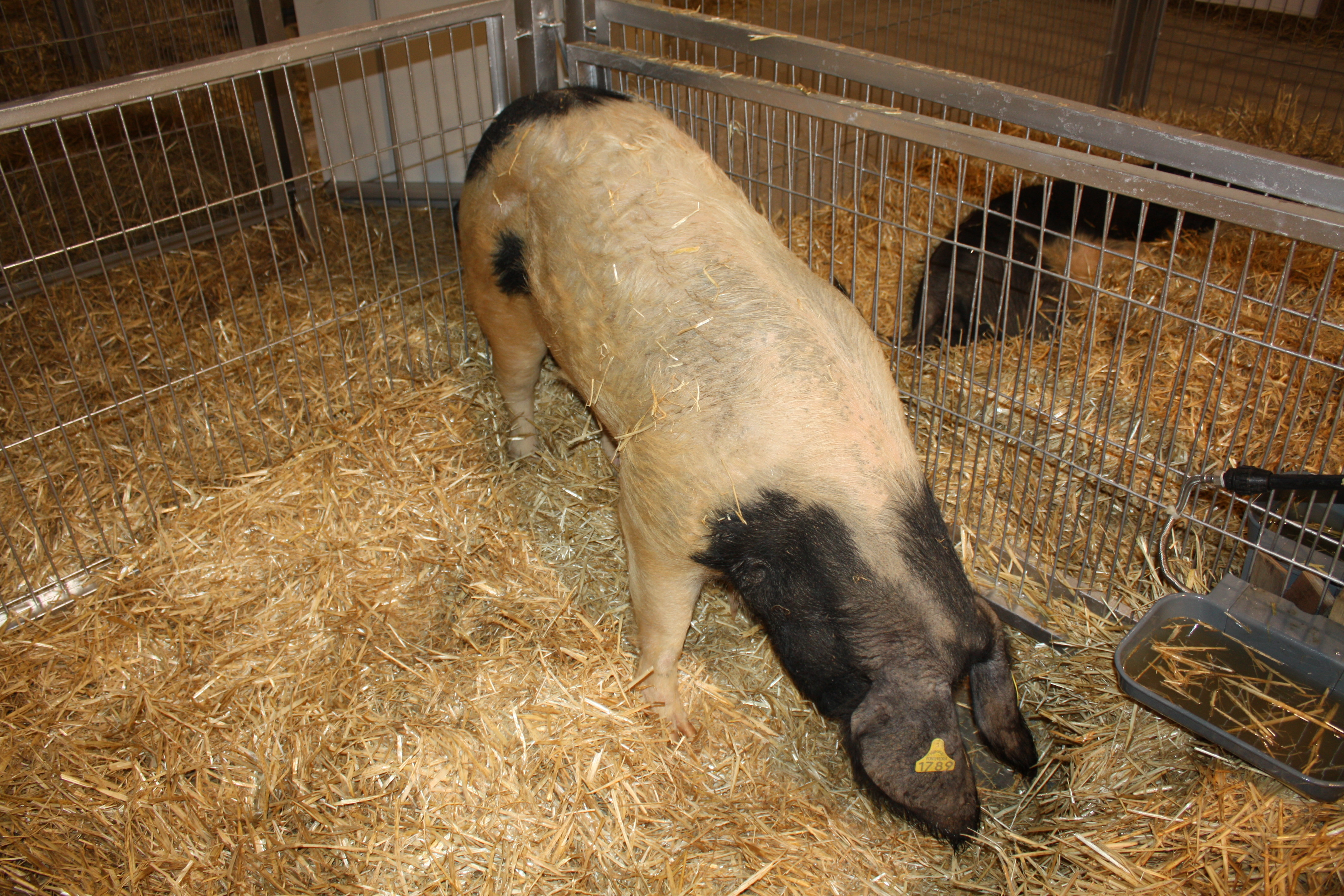
Porc celta.

El porc celta és una raça de porc (Sus scrofa domestica) que fins a la dècada de 1950 era típic dels estables de Galícia però que havia anat desapareixent fins a arribar a considerar-se en vies d'extinció. Avui és una raça que ha estat recuperada amb èxit (especialment per a l'elaboració de xarcuteria), i a 31 de desembre de 2023 se'n comptaven 4371 exemplars en 136 explotacions, totes a Galícia.
Són animals de mida llarga, poc precoços (triguen molt de temps a créixer), amb el cap molt gran i amb orelles llargues, que els arriben a tapar els ulls. Són alts i molt caminadors, i es crien a l'aire lliure, normalment aprofitant els recursos naturals de la zona (els boscos, etc). La carn d'aquests animals és de gran qualitat per a l'elaboració d'embotits i pernils ja que tenen gran quantitat d'àcids grassos insaturats («àcids grassos essenciales de tipus insaturats, considerats cardiosaludables»).

## Característiques
La raça del porc cèltic agrupa animals de mida gran, dolicocèfals i amb perfil front-nasal que oscil·la de còncau a recte; eumètrics i longilínies, rústics i harmònics, amb un esquelet molt desenvolupat, sobretot en el seu terç anterior.
La longitud de les seves extremitats indiquen aptitud per a la marxa, que és viva, gràcil i característica d'aquesta raça.
- Cap gran, fort i allargat. El musell és ample i gros. Les orelles, grans i caigudes, cobreixen els seus petits ulls.
- Coll llarg, estret i fort.
- Tòrax fort, profund i poc arquejat.
- Dors i llom estrets, llargs i arquejats. La línia dors-lumbar dibuixa, des de la creu, un arc que es fa més prominent a la unió dels lloms.
- Creu posterior caiguda, amb formació muscular mitjana.
- Cua que es retorça de manera característica, té una borla de sedes al el seu extrem.
- Ventre recollit, amb línia inferior plana, amb un mínim de 6/6 mames formades, espaiades i d'implantació àmplia.
- Extremitats ben formades, llargues i fortes. Quartilles de longitud mitjana. Les peülles resistents i dures, amb absència total de pigmentació.
- El color de la capa depèn de la varietat:

La varietat santiaguesa posseeix una pell rosada amb absència de pigmentacions.
La varietat barcina posseeix petites pigmentacions, a manera de pigues circulars de color gris.
La varietat carballina es caracteritza per les seves extenses pigmentacions negres i brillants que en ocasions cobreixen tot el cos.
- Defectes objectables: defectes en l'assentament de les extremitats o extremitats curtes; musell poc format.
- Defectes desqualificadors: conformació defectuosa en alt grau, hèrnies, anomalies en els genitals, formació corporal no adient a l'edat o pigmentació total o parcial de les peülles.

## Distribució
Les tres varietats abans esmentades dibuixen el mapa de la seva dispersió. La varietat carballina és originària de la zona de Carballo i comarques limítrofes de la província de La Corunya. Les altres dues de les seves varietats se situen al sud de les províncies de Lugo i de La Corunya, i a les províncies de Pontevedra i Orense.

## Conservació
La varietat celta de porc domesticat forma part del programa de conservació de races autòctones gallegues que hom desenvolupa en el Pazo de Fontefiz.